# Scottish Division One 1894/95
Die Scottish Football League Division One wurde 1894/95 zum zweiten Mal ausgetragen. Es war zudem die fünfte Austragung der höchsten Fußball-Spielklasse innerhalb der Scottish Football League, in der der Schottische Meister ermittelt wurde. Sie begann am 11. August 1894 und endete am 18. Mai 1895. In der Saison 1894/95 traten 10 Vereine in insgesamt 18 Spieltagen gegeneinander an. Jedes Team spielte jeweils einmal zu Hause und auswärts gegen jedes andere Team. Es galt die 2-Punkte-Regel. Bei Punktgleichheit waren die Vereine (mit derselben Punktausbeute) gleich platziert.
Die Meisterschaft gewann zum insgesamt ersten Mal in der Vereinsgeschichte Heart of Midlothian. Leith Athletic, das keine Wiederwahl von den anderen Ligamitgliedern bekam und stieg in die Division Two ab. Torschützenkönig wurde mit 12 Treffern James Miller vom FC Clyde.

## Vereine
| Verein              | Stadt           | Stadion            |
| ------------------- | --------------- | ------------------ |
| Celtic Glasgow      | Glasgow         | Celtic Park        |
| FC Clyde            | Glasgow         | Barrowfield Park   |
| FC Dundee           | Dundee          | Dens Park          |
| FC Dumbarton        | Dumbarton       | Boghead Park       |
| FC St. Bernard’s    | Edinburgh       | Powderhall Stadium |
| FC St. Mirren       | Paisley         | St. Mirren Park    |
| Glasgow Rangers     | Glasgow         | Ibrox Park         |
| Heart of Midlothian | Edinburgh       | Tynecastle Park    |
| Leith Athletic      | Edinburgh-Leith | Beechwood Park     |
| Third Lanark        | Glasgow         | Cathkin Park       |

## Statistik

### Abschlusstabelle
| Pl. | Verein              | Sp. | S  | U | N  | Tore    | Diff. | Punkte |
| --- | ------------------- | --- | -- | - | -- | ------- | ----- | ------ |
| 1.  | Heart of Midlothian | 18  | 15 | 1 | 2  | 050:180 | +32   | 31:50  |
| 2.  | Celtic Glasgow (M)  | 18  | 11 | 4 | 3  | 050:290 | +21   | 26:10  |
| 3.  | Glasgow Rangers (P) | 18  | 10 | 2 | 6  | 041:260 | +15   | 22:14  |
| 4.  | Third Lanark        | 18  | 10 | 1 | 7  | 051:390 | +12   | 21:15  |
| 5.  | FC St. Mirren       | 18  | 9  | 1 | 8  | 034:340 | ±0    | 19:17  |
| 6.  | FC St. Bernard’s    | 18  | 8  | 1 | 9  | 037:400 | −3    | 17:19  |
| 7.  | FC Clyde (N)        | 18  | 8  | 0 | 10 | 038:470 | −9    | 16:20  |
| 8.  | FC Dundee           | 18  | 6  | 2 | 10 | 028:330 | −5    | 14:22  |
| 9.  | FC Dumbarton        | 18  | 3  | 1 | 14 | 027:580 | −31   | 07:29  |
| 9.  | Leith Athletic      | 18  | 3  | 1 | 14 | 032:640 | −32   | 07:29  |

| Zum Saisonende 1893/94 |                                |
| (M)                    | Meister des Vorjahres          |
| (P)                    | Pokalsieger des Vorjahres      |
| (N)                    | Neuzugang aus der Division Two |

## Wahlprozedere
Die Regularien der Scottish Football League sahen vor, dass sich am Saisonende die drei schlechtesten platzierten Teams zu Wiederwahl stellen mussten. Abgestimmt wurde auf der jährlichen Hauptversammlung der Scottish Football League, bei der zugleich über Neuaufnahmen entschieden wurde. Dieses Wahlsystem bestimmte der Auf- und Abstieg zwischen den Division One und Division Two bis 1922, wann die Saisonplatzierung dies entschied.
| Verein              | # Stimmen | Ergebnis            | Division     |
| ------------------- | --------- | ------------------- | ------------ |
| FC Dundee           | 14        | wiedergewählt       | Division One |
| Hibernian Edinburgh | 11        | aufgenommen         | Division Two |
| FC Dumbarton        | 10        | wiedergewählt       | Division One |
| FC Motherwell       | 4         | nicht gewählt       | Division Two |
| Leith Athletic      | 3         | nicht wiedergewählt | Division One |